# Лондонський марафон
Лондонський марафон — спортивне змагання з шосейного бігу на марафонській дистанції, яке з 1981 щорічно проводиться серед чоловіків та жінок в Лондоні.
Пробіг має найвищий «платиновий» статус (англ. Platinum Label) для шосейних пробігів Світової легкої атлетики (англ. World Athletics Label Road Races) та входить до престижної серії пробігів World Marathon Majors.

## Дистанція

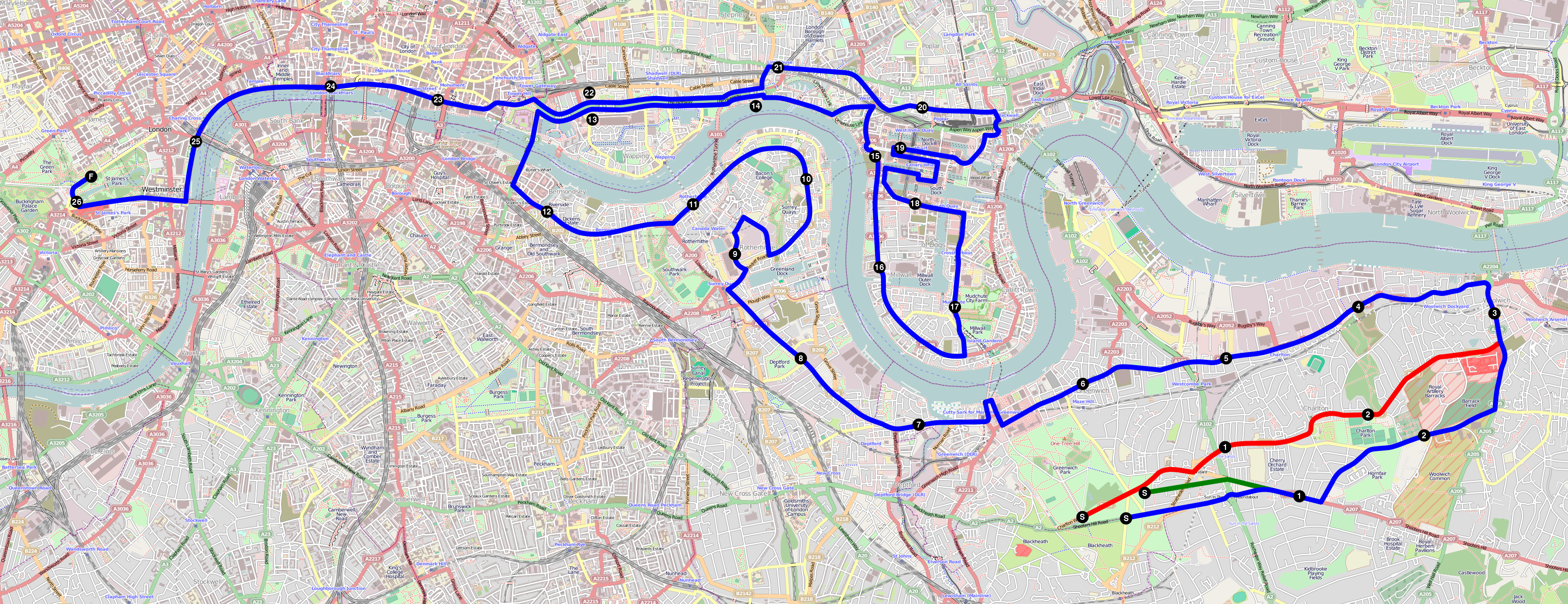
Дистанція Лондонського марафону

Дистанція Лондонського марафону є рівною (без схилів та підйомів), а отже і швидкою. Спортсмени стартують у Блекгіті та спочатку біжуть три милі на схід через Чарлтон та Вулвіч, потім повертають на захід та між шостою та сьомою милями пробігають повз Катті Сарк, що в Гринвічі. Надалі дистанція перетинає Темзу через Тауерський міст, після чого спортсмени долають кілька кіл, прокладених Іст-Ендом, минають Кенері-Ворф у Доклендсі до повороту знову на захід, після чого біжуть вздовж Набережної темзи до Парламентської площі, вулиці Бердкейдж Вок та останнього повороту перед Букінгемським палацом.
Учасники першого Лондонського марафону, що відбувся 29 березня 1981, фінішували на вулиці Констітьюшн Гілл, що між Грін-парком і Букінгемським палацом. Впродовж 1982—1993 фініш розташовувався на Вестмінстерському мосту із Вестмінстерським палацом на задньому плані. Але в 1994, через ремонтні роботи на мосту, фініш був перенесений на вулицю Мелл і відтоді не змінювався.
Окрім місця фінішу, дистанція Лондонського марафону за свою історію не зазнала особливих змін. У 2005 її було незначним чином змінено на 22-й милі задля уникнення пробігання спортсменами бруківкою біля Тауера. Крім цього, того самого року напрямок маршруту навколо острова Собак між 14 та 21 милею був змінений з годинникової стрілки на протилежний.
У 2015 частина дистанції в районі Кенері-Ворф також зазнала змін через будівельні роботи, що виконувались на той час.
У 2020, через пандемію коронавірусної хвороби, марафонська дистанція була прокладена біля Сент-Джеймського парку, навколо якого спортсмени долали 19,6 кола.

## Переможці
Лідерами за кількістю перемог (4) на Лондонському марафоні є Еліуд Кіпчоґе у чоловіків та Інгрід Крістіансен серед жінок.
| 1981 | Дік Бердслі СШАІнге Сімонсен Норвегія | 2:11.48 | Джойс Сміт Велика Британія        | 2:29.57    | [ 4 ]                |
| 1982 | Г'ю Джонс Велика Британія             | 2:09.24 | Джойс Сміт Велика Британія (2)    | 2:29.43    | [ 5 ]                |
| 1983 | Майкл Греттон Велика Британія         | 2:09.43 | Грете Вайтц Норвегія              | 2:25.28    | [ 6 ]                |
| 1984 | Чарльз Спеддінг Велика Британія       | 2:09.57 | Інгрід Крістіансен Норвегія       | 2:24.26    | [ 7 ]                |
| 1985 | Стів Джонс Велика Британія            | 2:08.16 | Інгрід Крістіансен Норвегія (2)   | 2:21.06    | [ 8 ]                |
| 1986 | Секо Тосіхіко Японія                  | 2:10.02 | Грете Вайтц Норвегія (2)          | 2:24.54    | [ 9 ]                |
| 1987 | Танігуті Хіромі Японія                | 2:09.50 | Інгрід Крістіансен Норвегія (3)   | 2:22.48    | [ 10 ]               |
| 1988 | Генрік Йоргенсен Данія                | 2:10.20 | Інгрід Крістіансен Норвегія (4)   | 2:25.41    | [ 11 ]               |
| 1989 | Дуглас Вакіїхурі Кенія                | 2:09.03 | Веронік Маро Велика Британія      | 2:25.56    | [ 12 ]               |
| 1990 | Аллістер Гаттон Велика Британія       | 2:10.10 | Ванда Панфіль Польща              | 2:26.31    | [ 13 ]               |
| 1991 | Яків Толстіков СРСР                   | 2:09.17 | Роза Мота Португалія              | 2:26.14    | [ 14 ]               |
| 1992 | Антонью Пінту Португалія              | 2:10.02 | Катрін Дерре Німеччина            | 2:29.39    | [ 15 ]               |
| 1993 | Імонн Мартін Велика Британія          | 2:10.50 | Катрін Дерре Німеччина (2)        | 2:27.09    | [ 16 ]               |
| 1994 | Діонісіо Серон Мексика                | 2:08.53 | Катрін Дерре Німеччина (3)        | 2:32.34    | [ 17 ]               |
| 1995 | Діонісіо Серон Мексика (2)            | 2:08.30 | Малгожата Собанська Польща        | 2:27.43    | [ 18 ]               |
| 1996 | Діонісіо Серон Мексика (3)            | 2:10.00 | Ліз Макколган Велика Британія     | 2:27.54    | [ 19 ]               |
| 1997 | Антонью Пінту Португалія (2)          | 2:07.55 | Джойс Чепчумба Кенія              | 2:26.51    | [ 20 ]               |
| 1998 | Абель Антон Іспанія                   | 2:07.57 | Катріона Мак-Кірнан Ірландія      | 2:26.26    | [ 21 ]               |
| 1999 | Абделькадер ель Муазіз Марокко        | 2:07.57 | Джойс Чепчумба Кенія (2)          | 2:23.22    | [ 22 ]               |
| 2000 | Антонью Пінту Португалія (3)          | 2:06.36 | Тегла Лорупе Кенія                | 2:24.33    | [ 23 ]               |
| 2001 | Абделькадер ель Муазіз Марокко (2)    | 2:07.11 | Дерарту Тулу Ефіопія              | 2:23.57    | [ 24 ] [ 25 ]        |
| 2002 | Халід Ханнуші США                     | 2:05.38 | Пола Редкліфф Велика Британія     | 2:18.56    | [ 26 ]               |
| 2003 | Гезахеньє Абера Ефіопія               | 2:07.56 | Пола Редкліфф Велика Британія (2) | 2:15.25    | [ 27 ] [ 28 ]        |
| 2004 | Еванс Рутто Кенія                     | 2:06.18 | Маргарет Окайо Кенія              | 2:22.35    | [ 29 ]               |
| 2005 | Мартін Лель Кенія                     | 2:07.26 | Пола Редкліфф Велика Британія (3) | 2:17.42    | [ 30 ] [ 31 ]        |
| 2006 | Фелікс Лімо Кенія                     | 2:06.39 | Діна Кастор США                   | 2:19.36    | [ 32 ] [ 33 ] [ 34 ] |
| 2007 | Мартін Лель Кенія (2)                 | 2:07.41 | Чжоу Чуньсю КНР                   | 2:20.38    | [ 35 ] [ 36 ]        |
| 2008 | Мартін Лель Кенія (3)                 | 2:05.15 | Ірина Микитенко Німеччина         | 2:24.14    | [ 37 ]               |
| 2009 | Семюел Ванджиру Кенія                 | 2:05.10 | Ірина Микитенко Німеччина (2)     | 2:22.11    | [ 38 ]               |
| 2010 | Цеґає Кебеде Ефіопія                  | 2:05.19 | Аселефеч Мергія Ефіопія           | 2:22.38    | [ 39 ]               |
| 2011 | Еммануель Мутаї Кенія                 | 2:04.40 | Мері Джепкосгеї Кейтані Кенія     | 2:19.19    | [ 40 ] [ 41 ]        |
| 2012 | Вілсон Кіпсанг Кіпротіч Кенія         | 2:04.44 | Мері Джепкосгеї Кейтані Кенія (2) | 2:18.37    | [ 42 ] [ 43 ]        |
| 2013 | Цеґає Кебеде Ефіопія (2)              | 2:06.04 | Пріска Джепту Кенія               | 2:20.15    | [ 44 ] [ 45 ]        |
| 2014 | Вілсон Кіпсанг Кіпротіч Кенія (2)     | 2:04.29 | Една Кіплагат Кенія               | 2:20.21    | [ 46 ]               |
| 2015 | Еліуд Кіпчоґе Кенія                   | 2:04.42 | Тігіст Туфа Ефіопія               | 2:23.22    | [ 47 ]               |
| 2016 | Еліуд Кіпчоґе Кенія (2)               | 2:03.05 | Джеміма Сумгонг Кенія             | 2:22.58    | [ 48 ]               |
| 2017 | Деніел Ванджиру Кенія                 | 2:05.48 | Мері Джепкосгеї Кейтані Кенія (3) | 2:17.01    | [ 49 ]               |
| 2018 | Еліуд Кіпчоґе Кенія (3)               | 2:04.17 | Вів'єн Черуйот Кенія              | 2:18.31    | [ 50 ]               |
| 2019 | Еліуд Кіпчоґе Кенія (4)               | 2:02.37 | Бріджід Косгеї Кенія              | 2:18.20    | [ 51 ]               |
| 2020 | Шура Кітата Ефіопія                   | 2:05.41 | Бріджід Косгеї Кенія (2)          | 2:18.58    | [ 52 ] [ 53 ]        |
| 2021 | Сісай Лемма Ефіопія                   | 2:04.01 | Джойсілін Джепкосгей Кенія        | 2:17.43    | [ 54 ]               |
| 2022 | Амос Кіпруто Кенія                    | 2:04.39 | Ялемзерф Єгуалев Ефіопія          | 2:17.26    | [ 55 ]               |
| 2023 | Келвін Кіптум Кенія                   | 2:01.25 | Сіфан Гассан Нідерланди           | 2:18.33    | [ 56 ]               |
| 2024 | Александр Муньяо Кенія                | 2:04.01 | Перес Джепчірчір Кенія            | 2:16.16 WR | [ 57 ]               |
| 2025 | Себастьян Саве Кенія                  | 2:02.27 | Тігст Ассефа Ефіопія              | 2:15.50 WR | [ 58 ]               |

## Українці на Лондонському марафоні
Нижче наведені результати українських професійних марафонців на Лондонському марафоні.
| Рік       | Чоловіки                               | Жінки           |                 |                                         |                 |                 |
| Атлет     | Місце                                  | Результат       | Атлетка         | Місце                                   | Результат       |                 |
| --------- | -------------------------------------- | --------------- | --------------- | --------------------------------------- | --------------- | --------------- |
| 1981-1988 | не брали участі                        | не брали участі | не брали участі | не брали участі                         | не брали участі | не брали участі |
| 1989      | Ігор Браславський Одеська область      | 24              | 2:14.38         | Любов Клочко Запорізька область         | 23              | 2:38.22         |
| 1990      | Микола Табак Вінницька область         | 20              | 2:14.20         | Любов Клочко Запорізька область         | 13              | 2:32.08         |
| 1991      | Микола Табак Вінницька область         | 51              | 2:15.20         | Тетяна Половинська АР Крим              | 46              | 2:42.27         |
| 1992      | Володимир Буханов Одеська область      | 15              | 2:13.14         | Олена Семенова Запорізька область       | 12              | 2:39.06         |
| 1992      | Сергій Романчук Київська область       | 22              | 2:14.46         |                                         |                 |                 |
| 1992      | Віктор Віхристенко Київська область    | 41              | 2:18.39         |                                         |                 |                 |
| 1993      | Володимир Буханов Одеська область      | 14              | 2:16.16         | Галина Жульєва Дніпропетровська область | 9               | 2:41.50         |
| 1994      | не брали участі                        | не брали участі | не брали участі | Тетяна Половинська Вінницька область    | 17              | 2:46.17         |
| 1995-2011 | не брали участі                        | не брали участі | не брали участі | не брали участі                         | не брали участі | не брали участі |
| 2012      | не брали участі                        | не брали участі | не брали участі | Юлія Рубан Київська область             | —               | DQ              |
| 2013      | не брали участі                        | не брали участі | не брали участі | не брали участі                         | не брали участі | не брали участі |
| 2014      | не брали участі                        | не брали участі | не брали участі | Тетяна Гамера-Шмирко Київська область   | (7)             | DQ              |
| 2014      | Людмила Коваленко Житомирська область  | (10)            | DQ              |                                         |                 |                 |
| 2015      | Сергій Лебідь Дніпропетровська область | 10              | 2:10.21         | Тетяна Гамера-Шмирко Київська область   | —               | DQ              |
| 2016      | Віталій Шафар Волинська область        | 13              | 2:12.36         | не брали участі                         | не брали участі | не брали участі |
| 2016      | Сергій Лебідь Дніпропетровська область | 15              | 2:14.07         |                                         |                 |                 |
| 2017      | не брали участі                        | не брали участі | не брали участі | не брали участі                         | не брали участі | не брали участі |
| 2018      | Ігор Олефіренко Київська область       | 11              | 2:15.06         | не брали участі                         | не брали участі | не брали участі |
| 2019      | Ігор Олефіренко Київська область       | 17              | 2:11.55         | не брали участі                         | не брали участі | не брали участі |
| 2020      | не брали участі                        | не брали участі | не брали участі | Дарина Михайлова Київська область       | 9               | 2:27.29         |
| 2021-2022 | не брали участі                        | не брали участі | не брали участі | не брали участі                         | не брали участі | не брали участі |

## Цікаві факти
- 24 квітня 2016 британський космонавт Тімоті Пік став першим чоловіком, який пробіг марафонську дистанцію в космосі, це відбулося під час Лондонського марафону. В умовах невагомості Піку довелося пристебнутися до бігової доріжки. Він подолав дистанцію за 3 години 35 хвилин[59].